# Lelin-Lapujolle
Lelin-Lapujolle is een gemeente in het Franse departement Gers (regio Occitanie) en telt 207 inwoners (1999). De plaats maakt deel uit van het arrondissement Mirande.

## Geografie
De oppervlakte van Lelin-Lapujolle bedraagt 13,7 km², de bevolkingsdichtheid is 15,1 inwoners per km².
De onderstaande kaart toont de ligging van Lelin-Lapujolle met de belangrijkste infrastructuur en aangrenzende gemeenten.

## Demografie
Onderstaande figuur toont het verloop van het inwonertal (bron: INSEE-tellingen).